# Правые Кумаки
Правые Кумаки — село в Нерчинском районе Забайкальского края России. Административный центр сельского поселения «Кумакинское».

## География
Село находится в центральной части района, на правом берегу реки Нерчи, на расстоянии примерно 12 километров (по прямой) к северо-западу от города Нерчинска.
Климат
Климат характеризуется как резко континентальный, с продолжительной холодной зимой. Средняя температура самого тёплого месяца (июля) составляет 18 — 20 °С (абсолютный максимум — 38 °С). Средняя температура самого холодного месяца (января) — −28 — −30 °С (абсолютный минимум — −54 °С). Годовое количество осадков — 300—350 мм. Продолжительность безморозного периода составляет 100—110 дней.
Часовой пояс
Село Правые Кумаки находится в часовой зоне МСК+6. Смещение применяемого времени относительно UTC составляет +9:00.

## История
Основано в 1666 году. Первоначально заселялась правая сторона реки. Основным занятием жителей было хлебопашество. В 1775 году жители села были приписаны в крепостную зависимость к Нерчинскому сереброплавильному заводу. С 1851 года население было переведено в казачье сословие. В 1908 году открылась приходская школа. В 1930 году, в ходе коллективизации, организована сельскохозяйственная артель им. К. Е. Ворошилова.
В 1913 году выселок Кумакинский Торгинской станицы переименован в Путиловский, в честь бывшего атамана 3-го отдела Забайкальского казачьего войска генерал-лйтенанта Евфимия Семеновича Путилова.

## Население
| 1989 | 2002 | 2010 | 2021 |
| ---- | ---- | ---- | ---- |
| 395  | ↘191 | ↘174 | ↘138 |

Половой состав
По данным Всероссийской переписи населения 2010 года в гендерной структуре населения мужчины составляли 46,6 %, женщины — соответственно 53,4 %.
Национальный состав
Согласно результатам переписи 2002 года, в национальной структуре населения русские составляли 99 % из 191 чел.

## Инфраструктура
В селе функционируют основная школа и фельдшерско-акушерский пункт.

## Улицы
Уличная сеть села состоит из одной улицы (ул. Центральная).